# Lycée Saint-Ladislas de Kőbánya
 (septembre 2012).
Si vous disposez d'ouvrages ou d'articles de référence ou si vous connaissez des sites web de qualité traitant du thème abordé ici, merci de compléter l'article en donnant les références utiles à sa vérifiabilité et en les liant à la section « Notes et références ».

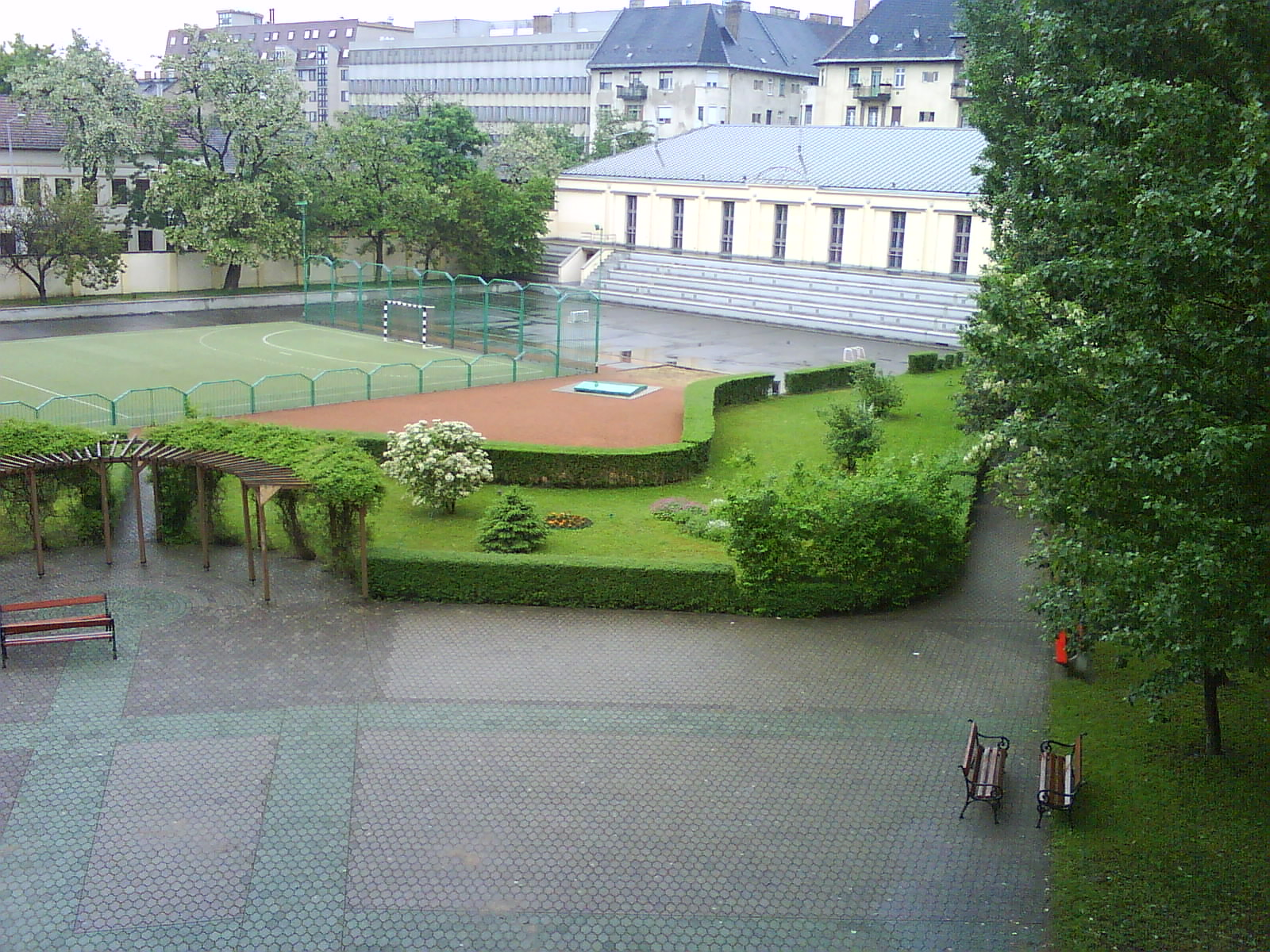
La cour du lycée

Le Lycée Saint-Ladislas de Kőbánya (hongrois : Kőbányai Szent László Gimnázium) est un lycée public situé dans le 10e arrondissement de Budapest. Fondé en 1907, il est considéré comme l'un des meilleurs lycées de la capitale hongroise. Il est l'héritier du Lycée supérieur d'État du 10e arrondissement (X. kerületi Állami Főgimnázium) (1907-1921), du Lycée supérieur royal du 10e arrondissement de Budapest-Kőbánya Saint-Ladislas (Budapesti X. kerületi Kőbányai Magyar Királyi Állami Szent László Főgimnázium) (1921-1924), du Lycée royal du 10e arrondissement de Budapest-Kőbánya Saint-Ladislas (Budapesti X. kerületi Kőbányai Magyar Királyi Állami Szent László Reálgimnázium) (1924-1946), du Lycée Ladislas 1er (I. László Gimnázium) (1946-1993). Jusqu'en 2011, il porte le nom de Lycée municipal du 10e arrondissement Saint-Ladislas (Budapest Főváros X. kerület Kőbányai Önkormányzat Szent László Gimnázium).

## Histoire
Kőbánya est un quartier industriel de Budapest, avec une forte population d'ouvriers. Parce qu'il n'y avait pas de lycée au voisinage, on ouvre alors à Tisztviselőtelep (qui fait aujourd'hui partie de 8e arrondissement) en 1904 un établissement scolaire qui ferme rapidement.
Le Lycée Saint-Ladislas est ouvert en 1907, mais ne dispose pas de bâtiment propre. Le bâtiment est construit selon les plans de l'architecte Ödön Lechner en 1915, dans un style Art nouveau mais un peu éloigné des principes de la Sécession hongroise. Le lycée porte le nom de Saint Ladislas depuis 1921. La première langue étrangère enseignée est le latin. En 1938, on commence à enseigner l'allemand, le français et l'italien.

## Programme
Le lycée enseigne 8 langues: (hongrois), anglais, italien, allemand, espagnol, français, russe et latin.

### Programme sur cinq ans
- classe A (avec une année préparatoire d'italien)
  - bilingue italo-hongroise
- classe E (avec une année préparatoire d'anglais)
  - sciences de la nature (biologie et chimie)
- classe F (avec une année préparatoire d'anglais)
  - informatique
  - médias de masse

### Programme sur quatre ans
- classe B
  - niveau avancé en anglais
  - niveau avancé en anglais et mathématiques
- classe D
  - niveau avancé en anglais
  - niveau avancé en arts
  - niveau avancé en allemand